# María Xiao
María Xiao Yao (portugiesisch Maria Xiao; * 19. Mai 1994 in Barcelona) ist eine spanische Tischtennisspielerin, die in der Jugend für Portugal spielte.
María Xiao trat bis 2012 für Portugal an und war bei den Olympischen Spielen 2012 Reservistin im portugiesischen Team. Seither spielt sie für Spanien und konnte bei den Mittelmeerspielen 2018 mit der Mannschaft die Goldmedaille gewinnen. 
Ende April 2021 konnte sie sich für die Olympischen Sommerspiele 2020 in Tokio qualifizieren.